# Leucostegia
Leucostegia, biljni ros iz porodice Hypodematiaceae, dio reda osladolike.
Rod je raširen po tropskoj Aziji i zapadnom Pacifiku. Na popisu su 3 vrste

## Vrste
1. Leucostegia amplissima (Christ) C.W.Chen
2. Leucostegia immersa C.Presl
3. Leucostegia pallida (Mett. ex Kuhn) Copel.

## Vanjske poveznice
- Flora of China